# Pelzbrüder

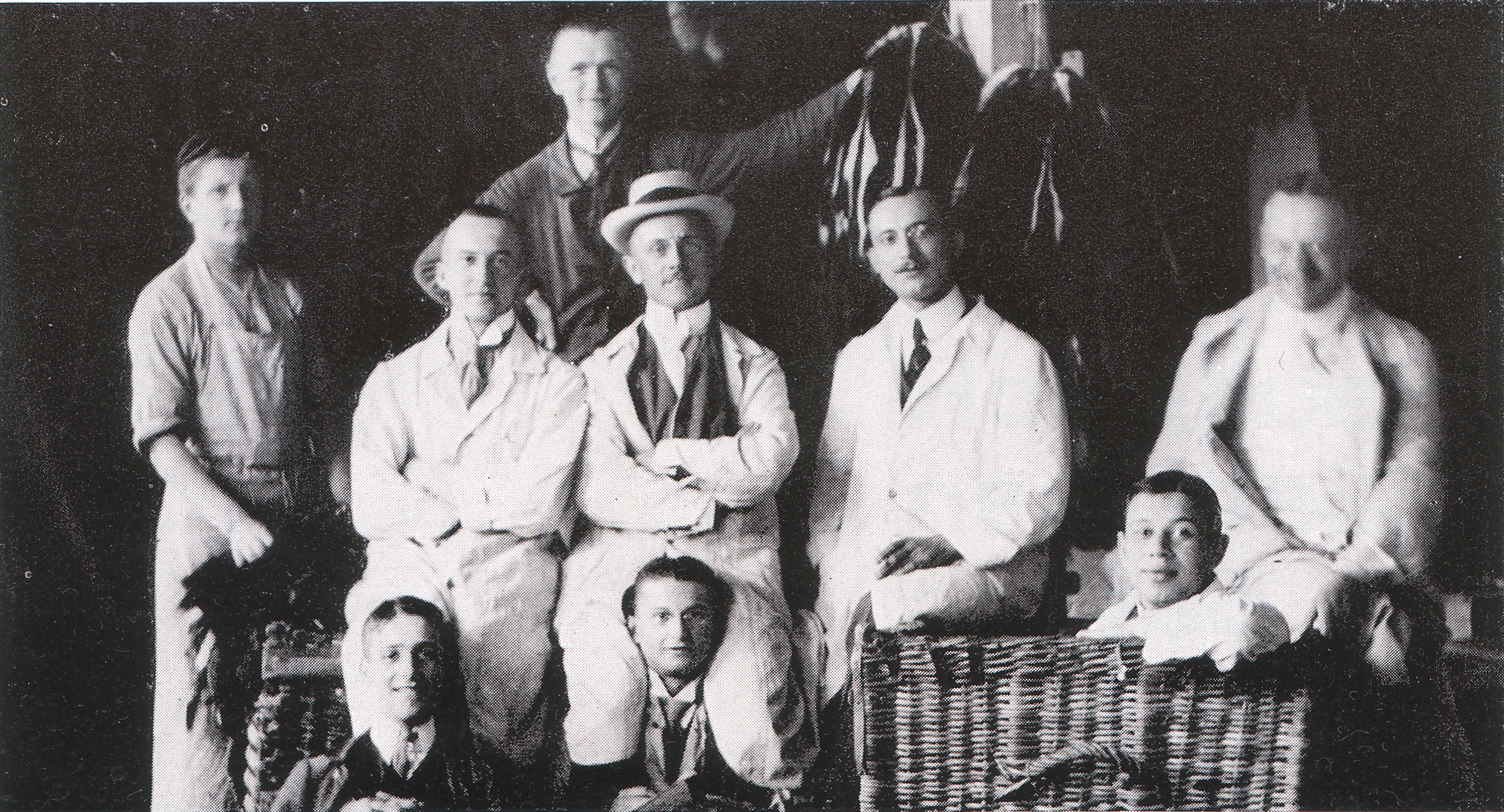
Belegschaft der Rauchwarenhandlung Eisenbach & Stern. Links der Markthelfer, daneben Mitarbeiter mit Flechten in weißen Kitteln. In der Flechte der Volontär Jury Fränkel (1912)

Als Pelzbrüder bezeichneten sich die bis vor dem Zweiten Weltkrieg am Pelzhandelszentrum Leipziger Brühl tätigen ungelernten Hilfskräfte des Rauchwarenhandels (Pelzhandel) untereinander. Allgemein wurden sie ausschließlich Markthelfer genannt, ihre offizielle Berufsbezeichnung war zuletzt Rauchwarenhandelsarbeiter. Ihre charakteristische Kleidung war eine blaugestreifte Bluse und eine graue Latzschürze, wohingegen die Rauchwarenhändler typischerweise einen weißen Kittel trugen.

## Berufsbeschreibung
Die Markthelfer hatten oft als Laufbursche begonnen und waren im Lauf der Zeit Sachkenner für rohe und zugerichtete Felle geworden. Durch ihre Zuverlässigkeit waren sie in der Branche geachtet. Sie machten unter anderem die Rohfelle zur Zurichtung fertig, versahen sie mit dem Lochhammer mit dem Firmencode und gaben sie zum Gerben zu den Rauchwarenzurichtern. Die zugerichteten Felle brachten sie nach dem Aussondern der beschädigten dem Kürschner zum Sortieren, falls diese Arbeit nicht vom Händler selbst vorgenommen wurde. Die sortierten Felle wurden von ihnen zu sogenannten Kürschnerbunden für den Verkauf zusammengestochen. Die Leipziger Rauchwarengroßhändler ließen ihr Lager gewöhnlich viermal jährlich gegen Mottenbefall durchklopfen, besonders in den verkaufsarmen, sogenannten stillen Zeiten, das erste Mal nach der Messe am Ende des Frühjahrs. Manchmal wurden dazu noch aushilfsweise arbeitslose Markthelfer angestellt.
Oft arbeitete ein Rauchwarenhändler allein, nur zusammen mit einem Markthelfer für die Lagerarbeiten, um Wege zu besorgen und zur Reinigung des Ladenlokals. Die Felle wurden in Flechten, großen rechteckigen Körben, transportiert und in den Innenhöfen mit einem Flaschenzug hochgezogen. Für die An- und Abtransporte der von den Pelzveredlern angelieferten Flechten erhielten die Markthelfer ein feststehendes Trinkgeld.
Auch in den größeren Unternehmen war der Markthelfer stets eine besonders wichtige Person, die besonderes Vertrauen genoss und die Geschäftsschlüssel bekam. Sie nahmen in der Branche eine höhere gesellschaftliche Stellung ein als gewöhnliche Lohnarbeiter. Häufig blieb der Markthelfer sein ganzes Berufsleben lang bei derselben Firma. Der Rauchwarenhändler Friedrich Jäkel erinnerte sich, dass es mehrfach vorgekommen war, dass ein Markthelfer der Branche, der doch ein ungelernter Arbeiter war, sich als Rauchwarengroßhändler oder Rauchwarenkommissionär selbständig machte „und oft ein fachlich gutes Geschäft zu führen verstand, sofern er stets aufgepaßt und aufnahmefähig war. Jedenfalls war der Markthelfer immer der erste und letzte im Geschäft, und da er die Geschäftsschlüssel hatte, kam es ihm auch nicht darauf an, am Sonntagvormittag ins Geschäft zu gehen, um seinem Chef die eingegangene Post nach dessen Wohnung zu bringen. Damals kam der Briefträger auch an den Sonntagen und den Feiertagen, und an den Wochentagen wurde zweimal vormittags und zweimal nachmittags ausgetragen. Eine feste Arbeitszeit kannte man ebenso wenig wie bezahlte Überstunden, wie man sie heute kennt. Es wurde halt gearbeitet, solange es die Arbeit erforderte.“

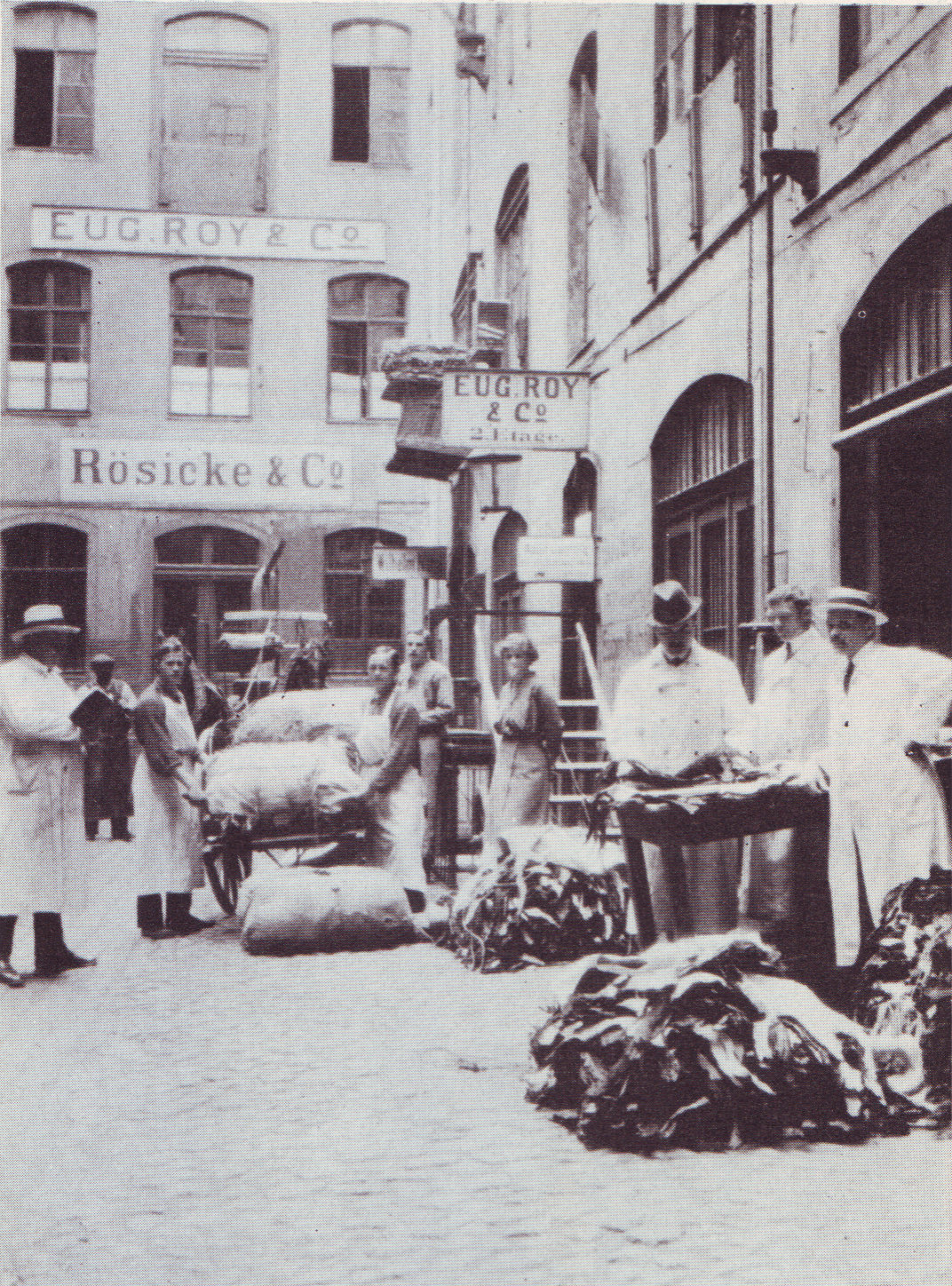
Brühlhof mit Markthelfern und Rauchwarenhändlern

Die Konzentration der Leipziger Betriebe auf verhältnismäßig kleinen Raum und die engen geschäftlichen Beziehungen der Betriebe untereinander brachten es mit sich, dass die Markthelfer ständig auch miteinander in Kontakt kamen: „Ja, man möchte sagen, dass im Leipziger Rauchwarenhandel ein jeder Arbeitnehmer die übrigen Arbeitnehmer persönlich kennt“. So scheint es erklärlich, dass sich die Rauchwarenhandelsarbeiter schon recht früh organisierten. Dies führte zur Gründung verschiedentlicher Unterstützungs- und Geselligkeitsvereine. Ihre freigewerkschaftliche Berufsorganisation war seit 1896 der Zentralverband der Handels-, Transprt- und Verkehrsarbeiter, der sich im Jahr 1910 als Deutscher Transportarbeiterverband neu konstituierte un 1922 den Namen Deutscher Verkehrsverbund annahm. Dieser schloss sich im Oktober 1929 mit dem Verband der Gemeinde- und Staatsarbeiter, dem Verband der Gärtner- und Gärtnereiarbeiter und dem Verband Deutscher Berufsfeuerwehrmänner zu einer freigewerkschaftlichen Großorganisation zusammen, die seit dem 1. Januar 1930 den Namen Gesamtverband der Arbeitnehmer der öffentlichen Betriebe und des Personen- und Nahverkehrs trug.
 Um 1920 waren zumindest formal die Lohnverhältnisse bereits tarifvertraglich zwischen dem Arbeitgeberverband des Leipziger Großhandels und dem Deutschen Transportarbeiter-Verband, Verwaltungsstelle Leipzig, Abt. Handelsgewerbe geregelt, und zwar für Markthelfer, Packer, Lagerarbeiter, Portiers, Fahrstuhlführer, Radfahrer, Kutscher und Arbeiter. Deren tägliche tarifliche Arbeitszeit betrug 8 Stunden und durfte 48 Stunden die Woche nicht überschreiten. Von den Rauchwarenhandelsarbeitern, den Markthelfern, waren 1930 etwa 600 im Gesamtverband der Arbeitnehmer der öffentlichen Betriebe und des Personen- und Warenverkehrs, Sitz Berlin organisiert. Im Jahr 1930 wurde ihre Gesamtzahl in Leipzig mit „annähernd 900“ angegeben.
In einer Epoche der sozialen Umwandlung der Gesellschaft wurde bei aller Wichtigkeit der Markthelfer auf die Einhaltung der Firmenhierarchie geachtet. Der aus einer Rauchwarenhändlerfamilie stammende Jury Fränkel erinnerte sich in seinen Memoiren, dass er als „erster Lagerist“ bei Robert Mayer & Co auf dem Brühl in das Privatkontor seines Chefs gerufen wurde. Fränkel hatte nicht mit ansehen können, wie der alte Markthelfer Ludwig „keuchend die Ballen in den Fahrstuhl rollte“. Dort erklärte ihm Robert Mayer nachdrücklich, dass es sich nicht gehöre, wenn er die Arbeit eines Markthelfers übernehme: „[…] Sie gehören der Elite an, Sie müssen einmal Leiter oder Inhaber eines Geschäfts werden, Sie müssen ein rücksichtsvoller Chef werden. Sie können nett und zuvorkommend mit ihren Mitarbeitern sein, aber Sie müssen stets eine Distanz wahren, sonst setzen sich ihre Kollegen über Sie und dann ist es zu spät! […] Sie sind eine Vertrauensperson, Sie sind Lagerist, Sie bedienen die Kundschaft, Sie haben stets einen reinen, weißen Kittel zu tragen, Sie repräsentieren unsere Firma und ihren Familiennamen und Sie haben, wenn es nicht unbedingt notwendig ist, keine grobe Arbeit zu verrichten. Es ist gut, wenn Sie es können, wenn Sie, wenn es die Umstände verlangen, Pakete verschnüren, oder Ballen verpacken, öffnen und schließen können, aber sonst haben Sie Markthelfer zu rufen; das ist deren Arbeit, Sie haben ihre Situation und den Ruf der Firma stets zu wahren. Ich bitte Sie streng darauf zu achten und solche Scherzchen nicht zu wiederholen.“

## Geschichte
Vor der festen Ansiedlung von Rauchwarenhandlungen in Leipzig war der Rauchwarenhandel nur zur Messezeit gestattet, nach den Messen mussten die Händler die Stadt wieder verlassen. Da lag es nahe, dass sie versuchten, ihre nicht verkaufte Ware bis zur nächsten Messe in Leipzig zu lassen. Nachdem einem Gastwirt deshalb mit einer Bestrafung gedroht worden war, lehnten die Gastwirte jegliche Deponierung von Kaufmannsgut ab. Andere ließen die Ware bei den Markthelfern, die deshalb immer wieder im Verdacht standen, sie nicht nur bis zur nächsten Messe aufzubewahren, sondern sie auch zwischenzeitlich unerlaubt für ihre Auftraggeber zu verkaufen. In einem Verfahren vor dem Rat gegen sechs Markthelfer hieß es 1797:
„Verschiedene auswärtige Rauchwarenhändler, welche die hiesigen Messen zu frequentieren pflegten, stellten bey ihrer Abreise von der Messe die Schlüssel zu ihren hier zurückgelassenen Rauchwaren ihren allhier habenden Markthelfern zu, und diese pflegten vermittels solcher Schlüssel die ihren auswärtigen Herren zustehenden Waren teils heimlich, teils öffentlich, zu verkaufen. … Diese Markthelfer pflegten insgeheim alle Markttage herein in die Stadt zu kommen und von früh 10 Uhr an bis nachmittags in ihrer Meß-Herren-Waarenlagern vermittelst dem dazuhabenden Schlüssel sich aufzuhalten und zu solcher Zeit jedem, wer sich bey ihnen meldete, Rauchwerk zu verkaufen.“ Die Verklagten versicherten einhellig, „die Waren seyen in Fässern eingeschlagen und würden außer den Messen nicht aufgemacht“. Der Rat beließ es bei einer Ermahnung: Die Markthelfer hätten „sich des Verkaufs dieser Rauch-Waaren allhier außer den Messen bei 50 Thaler Strafe zu enthalten“.
Im Jahr 1830 bekam Marcus Harmelin die Maklerstelle seines verstorbenen Vaters. 1845 verlegte er Wohnung und Lager in das dem Markthelfer Karl Heinrich Jentzsch gehörende Haus Ritterstraße 20 (später Nr. 38), in den ersten Stock beim Packer Commichau.
Obwohl Karakulfelle in der Regel naturschwarz sind, werden die Felle meist zusätzlich schwarz gefärbt. Das erhöht den Glanz und verstärkt den Schwarzton. Zumindest noch bis in die zweite Hälfte des 20. Jahrhunderts erfolgte diese Veredlung zum Teil mit den ursprünglichen Holzfarbstoffen aus Blauholz und Campecheholz, die gleichzeitig eine gerbende Eigenschaft haben. Die Historie besagt, dass es bei Versuchen in den 1870er Jahren dem Leipziger Markthelfer Mandel erstmals gelang, Persianerfelle mit Holzfarbstoffen auf glänzend tiefschwarz zu veredeln.
Im Jahr 1902 bestanden zwei Vereinigungen der Markthelfer, die ältere war der 1974 gegründete, sogenannte „Pelzbruderklub“. Er hatte, „wie schon aus der geringen Mitgliederzahl erhellt (früher 28, jetzt 36 Personen) – ein gewisses aristokratisches Gepräge“. Sein Hauptzweck sollte, laut Angaben von Mitgliedern der anderen Vereinigung, „die Veranstaltung von Vergnügen sein, zu denen von den Chefs eine Beisteuer erhoben wird“. Die  Beteiligung an diesen Festlichkeiten war jedem Branchenmitglied gegen Zahlung „ziemlich hoher Eintrittsgelder“ gestattet. Daneben führte der Verein für seine Mitglieder eine Unterstützungs- und Sterbekasse. Die Aufnahme als Mitglied war „schwer zu bewerkstelligen“.
Die größere Organisation „Vereinigte Markthelfer der Rauchwaren- und verwandter Branchen“ bestand 1902 erst seit einigen Jahren. Der nicht rein fachliche Verband umfasste den größten Teil der etwa 200 Angestellten der Leipziger Rauchwaren-, Borsten- und Lederbranche, sowie des Speditionsgewerbes, dazu noch Angehörige der Seiler- und Böttcherbranche und Messaushelfer. Sein Zweck war die gegenseitige Krankenunterstützung, Zahlung eines „Totenopfers“ und, im Statut nicht vorgesehen, Arbeitsnachweise für stellenlose Branchenkollegen.

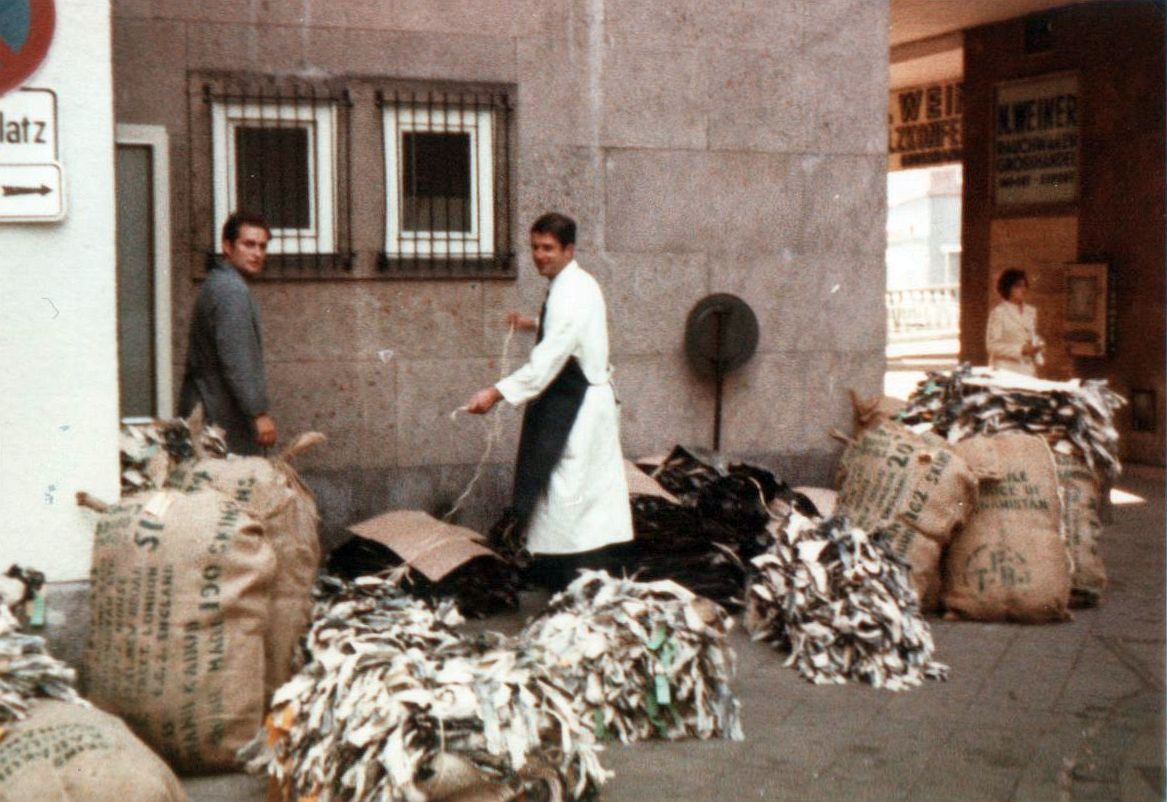
Markthelfer und Rauchwarenhändler-Gehilfe auf der Frankfurter Niddastraße

Im Vorgängerbau von Steibs Hof, der, bevor er vor 1907 abgebrochen wurde, keinen Namen hatte, befand sich im Hof die sogenannte Judenbörse, die auch für immer verschwand: „Dort konnte man im Freien ausgestellte Textilwaren, Schuhe, alte Möbel und Bedarfsgegenstände kaufen. Da gab es schon Oberhemden für 2,75 Mark, Schlipse für 25 und Strümpfe für 40 Pfennig und so vieles mehr, also eine interessante Einkaufsquelle für die Markthelfer, jungen Lageristen und Lehrlinge.“
Zum Ende des Zweiten Weltkrieges verschwand der Rauchwarenhandel weitgehend vom Brühl und mit ihm die Pelzbrüder. Der Großhandel verlagerte sich aus der sowjetischen Besatzungszone nach Westdeutschland in das dadurch neu entstehende Pelzhandelszentrum Niddastraße in Frankfurt am Main, innerhalb der Branche noch lange Zeit als „Brühl“ bezeichnet. Auch hier beschäftigten die Rauchwarenhandlungen Markthelfer, die, „da Mangelware“, gut bezahlt waren. Diese trugen jetzt graue Kittel, die Angestellten im Büro und im Lager weiterhin weiße. Bei der Arbeit mit Rohfellen schützt man sich noch heute entweder durch eine Schürze oder, auch die Angestellten, durch den grauen Kittel (inzwischen als Berufsmantel bezeichnet), besonders angebracht beim „Stempeln“ von rohen Fellen der Wildware, wie Bisam, Füchsen und Nerzen.